# Піролюзит
Піролюзит (англ. pyrolusite; нім. Pyrolusit m) — мінерал класу оксидів і гідроксидів, діоксид манґану ланцюжкової будови. Назва утворена від дав.-гр. πῦρ — «вогонь» та λοῦσις — «миття» (W.K.Haidinger, 1828). Синонім — кальвоніґрит.

## Загальний опис
Хімічна формула: MnO2. Містить (%): Mn — 63,2; O — 36,8.
Найважливіша руда манґану. Сингонія тетрагональна. Кристалічна структура — типу рутилу. Звичайно утворює землисту і сажисту масу, щільні агрегати, ооліти, натічні виділення різної форми, кірки, пухкі нальоти, плівкові дендрити. Характерні псевдоморфози П. по псиломелану і ін. мінералам Mn. Густина 4,4-5,0. Твердість 6,5-6,7. Колір чорний або сталево-сірий, іноді з синюватими смугами. Блиск напівметалічний. Непрозорий. Риса чорна, тьмяна. Дуже крихкий. Походження головним чином осадове або гіпергенне, рідше низькотемпературне гідротермальне.
Зустрічається в екзогенних (осадових родовищах та родовищах вивітрювання), рідше в гідротермальних утвореннях.
Чистий піролюзит застосовується в сухих гальванічних елементах, як окиснювач в скляній, керамічній (при виготовленні порцеляни), хімічній, медичній, лакофарбовій, шкіряній галузях промисловості.
Розповсюдження: Зігерланд (Вестфалія), Вальдальгесгейм (Рейнланд-Пфальц), Гессен, Ільменау, Ереншток, Ельгесбурґ — ФРН; Пршибрам і Блатно (Чехія), Чіатура (Грузія), Бейтсвілл (штат Арканзас, США), Лайфаєтт (Бразилія), Фрамервілль (Габон). На території України є в Нікопольському марганцевому басейні.